# Bruno Sanches
Pour les articles homonymes, voir Sanches.
Bruno Sanches né le 10 janvier 1981 est un acteur et humoriste franco-portugais, essentiellement connu pour faire partie du duo Catherine et Liliane, dans l'émission Le Petit Journal sur Canal+. Bruno Sanches y incarne Liliane, indissociable de Catherine interprétée par Alex Lutz.

## Biographie
Il commence sa carrière à neuf ans en tournant dans des spots publicitaires, rejoint la Compagnie Les Sales Gosses, suit le Cours Florent et tient quelques seconds rôles dans des séries policières comme Une femme d'honneur ou Julie Lescaut.
Le grand public le découvre à partir de 2012 grâce au duo humoristique Catherine et Liliane, dans l'émission Le Petit Journal sur Canal+ co-réalisée par Laurent Vïrzkïnam. Il joue ensuite des rôles importants au cinéma dans les films Le Talent de mes amis ou Qui c'est les plus forts ? en 2015.
Depuis 2021, on le retrouve dans la série à succès HPI sur TF1 dans le rôle de Gilles Vandraud. Il y joue aux côtés de Audrey Fleurot ou encore Mehdi Nebbou.
En 2022, il participe à la première saison de l'émission Les Traîtres sur M6.

### Vie privée
Marié à la photographe et comédienne Camille Wodling, il est le père d'une fille, née en 2013, et d'un garçon, né en 2018 .

## Théâtre
- 2006 : André le magnifique, mise en scène Alex Lutz, théâtre Déjazet
- 2007 : La Baraque à frites, mise en scène Alex Lutz, théâtre du Point-Virgule
- 2011 : Dernier Coup de ciseaux de  Marilyn Abrams  et  Bruce Jordan, théâtre des Mathurins
- 2012 : Ladies Night (en) d'Anthony McCarten, Stephen Sinclair et Jacques Collard, L'Alhambra
- 2018 : Trois Hommes et un couffin, de et mise en scène Coline Serreau, théâtre du Gymnase

## Filmographie

### Cinéma
- 1995 : Le Plus Bel Âge de Didier Haudepin : François
- 1997 : Soleil de Roger Hanin : Jeannot Vincenti
- 2001 : Les Fantômes de Louba de Martine Dugowson : Jacques
- 2005 : Douches froides d'Antony Cordier : Jeff, 66 kg
- 2008 : Enfin veuve d'Isabelle Mergault : le bidasse
- 2011 : Au bistro du coin de Charles Nemes : le mime égyptien
- 2012 : Polaroid Song[5] d'Alphonse Giorgi et Yann Tivrier (court métrage) : Xavier
- 2014 : Jamais le premier soir de Mélissa Drigeard : le professeur de self-défense
- 2015 : Le Talent de mes amis d'Alex Lutz : Jeff Cortes
- 2015 : Qui c'est les plus forts ? de Charlotte de Turckheim : Dylan
- 2017 : Mes trésors de Pascal Bourdiaux : Fred
- 2017 : Lola Pater de Nadir Moknèche : Fred
- 2017 : Santa et Cie d'Alain Chabat : Magnus et les 45999 lutins
- 2018 : Les Affamés de Léa Frédeval : Arthur
- 2018 : Guy d'Alex Lutz : le fils de Guy
- 2020 : Un vrai bonhomme de Benjamin Parent : le guichetier cinéma
- 2020 : Opération Portugal de Frank Cimière : Gonçalves
- 2023 : Petit Jésus de Julien Rigoulot : Rémy
- 2023 : Gueules noires de Mathieu Turi : Santini
- 2023 : Un stupéfiant Noël ! d'Arthur Sanigou : René / Cacahuète
- 2024 : Opération Portugal 2 : La Vie de château de Frank Cimière : Gonçalves
- 2025: Connemara d'Alex Lutz : Marco

### Courts métrages
- 2015 : Le Noël de Camille de Jérôme Niel
- 2022 : In utero de Yann Tivrier
- 2024 : Bornéo de Bastien Daret

### Télévision
- 1995 : Les Allumettes suédoises de Jacques Ertaud : Capdeverre
- 1996 : L'Orange de Noël de Jean-Louis Lorenzi
- 1998 : Une femme d'honneur (épisode Double Détente)
- 1998 : PJ (épisode Flagrant Délit)
- 2004 : Julie Lescaut (saison 13, épisode 5 Sans pardon) de Luc Goldenberg : Bruno
- 2008 : PJ (épisodes Coupable et Sous influence)
- 2009 : Scènes de ménages
- 2012 : Bref. (Épisode 75 : Bref. J'ai tout cassé)
- 2012 : Roxane, la vie sexuelle de ma pote (quelques épisodes)
- 2012-2019: Catherine et Liliane (série à sketches) avec Alex Lutz
- 2013 : Le Débarquement (2 épisodes)
- 2015 : Hard (saison 3)
- 2019 : Pour Sarah de Frédéric Berthe : Galud
- 2019 : Munch (épisode Impossible n'est pas Munch) de Laurent Tuel : Jonas Ortega
- 2020 : Moah (série télévisée) de Benjamin Rocher : Hoquet
- 2021-2023 : Je te promets (série télévisée) d'Arnaud Sélignac et Renaud Bertrand : José
- 2021-2023 : L'École de la vie d'Elsa Bennett et Hippolyte Dard : Léo Costa
- Depuis 2021 : HPI d'Alice Chegaray-Breugnot, Stéphane Carrié et Nicolas Jean : Gilles Vandraud
- 2021 : La Vengeance au Triple Galop d'Alex Lutz : Abigail Santa Cruz
- 2022 : Qu'est-ce qu'elle a ma famille ? d'Hélène Angel : Benjamin
- 2022 : Canis Familiaris (série) de Joris Goulenok : Chaussette
- 2022 : 1H30 Max de Léo Grandperret : L'assistant de Max
- 2023 : Baltringue (3 épisodes) : Pierro, le patron
- 2024 : Scènes de ménages (prime time Plans sur la comète) : Thibault de Genouville
- 2024 : Top Gear France (saison 9, épisode 6)
- 2024 : L'Incroyable Embouteillage 2 : Vive les mariés ! de David Charhon : Marc
- 2025 : Ghosts : Fantômes en héritage (mini-série) d'Arthur Sanigou : Daniel Quignon
- 2025 : Clean de Cathy Verney : Viktor
- 2026 : Les Aventurières de Léa Fazer
- 2026 : Alter Ego de Philippe Dajoux